# Уикицитат
Уикицитат (на английски: Wikiquote) е сестрински проект на Уикипедия, използващ същия софтуер – МедияУики. Той е един от семейство проекти на Фондация Уикимедия базирани на уики. Целта на проекта е колективно да се създаде голяма колекция от цитати на известни хора, цитати от книги и пословици и да даде повече информация за тях.
Първоначално, проектът е създаден само на английски език, но през юли 2004 г. са добавени и други езици.

## История
- 27 юни, 2003 – Временно поставен на Уикипедията на езика Волоф: wo.wikipedia.com
- 10 юли, 2003 – Създадена е отделна Интернет подобласт: quote.wikipedia.org
- 25 август, 2003 – Собствена област: wikiquote.org
- 17 юли, 2004 – Добавени са около 70 нови езика
- 13 ноември, 2004 – Английската версия достига 2000 страници.
- ноември 2004 – Вече има версии на 24 езика
- януари 2005 – 26 проекта имат поне 1 статия и с поне една редакция на месец. (Половин година по-късно активните версии стават 34.)
- март 2005 – Уикицитат достига общо 10 000 страници. Английската версия има близо 3000 страници.
- юни 2005 – 34 езика, включително един класически (Латински) и един изкуствено създаден (Есперанто)
- 4 ноември, 2005 – Английската версия на Уикицитат достига 5000 страници.

По информация от 6 май 2006 г. седем проекта имат над 2000 статии. Най-голямата версия е английската с над 6500 статии, следвана от германската, полската, италианската, руската, португалската и българската. Около 30 проекта, включително тези седем, съдържат над сто статии.

## Лого
До май 2006 г. Уикицитат е имал 4 картинки за лого. Оригиналните съдържат следните цитати:
- Оригинално лого на Уикицитат използвано от 27 юни 2003 до 25 септември 2003
- Второ лого на Уикицитат, подобрена версия на първото. Използвано до 26 септември 2003
- Трето лого на Уикицитат. Използвано до 22 октомври 2003
- Четвърто и настоящо лого на Уикицитат